# ISO 3166-2:SY
ISO 3166-2:SY is een ISO-standaard met betrekking tot de zogenaamde geocodes. Het is een subset van de ISO 3166-2 tabel, die specifiek betrekking heeft op Syrië. Voor Syrië worden hiermee de gouvernementen gedefinieerd.
De gegevens werden tot op 15 februari 2019 geüpdatet op het ISO Online Browsing Platform (OBP). Hier worden 14 gouvernementen - province (en) / gouvernorat (fr) / muḩāfaz̧ah (ar) – gedefinieerd.
Volgens de eerste set, ISO 3166-1, staat SY voor Syrië, het tweede gedeelte is een tweeletterige code.

## Codes
| Code  | Naam Arabisch | Naam Nederlands |
| ----- | ------------- | --------------- |
| SY-HA | Al Ḩasakah    |                 |
| SY-LA | Al Lādhiqīyah | Latakia         |
| SY-QU | Al Qunayţirah |                 |
| SY-RA | Ar Raqqah     | Raqqa           |
| SY-SU | As Suwaydā'   |                 |
| SY-DR | Dar'ā         | Daraa           |
| SY-DY | Dayr az Zawr  |                 |
| SY-DI | Dimashq       | Damascus        |
| SY-HL | Ḩalab         | Aleppo          |
| SY-HM | Ḩamāh         | Hama            |
| SY-HI | Ḩimş          | Homs            |
| SY-ID | Idlib         |                 |
| SY-RD | Rīf Dimashq   |                 |
| SY-TA | Ţarţūs        |                 |